# تارکایا
تارکایا (به لاتین: Tărcaia) یک سکونتگاه مسکونی در رومانی است که در شهرستان بیهور واقع شده‌است.

## خصوصیات
تارکایا ۲٬۱۵۴ نفر جمعیت دارد.